# Klaus Sturm
Klaus Sturm (* 13. November 1934 in Gummersbach; † 14. November 2023 im Hilchenbach-Allenbach) war ein deutscher evangelischer Theologe. Er war von 1989 bis 1997 Rektor der Universität-Gesamthochschule Siegen.

## Leben
Klaus Sturm stammte aus einer oberbergischen Bauernfamilie. Nach seinem Studium der Theologie von 1965 bis 1977 in Marburg, Göttingen und Bonn war er wissenschaftlicher Mitarbeiter an der Universität Bonn. 1969 wurde er in Bonn bei Ernst Bizer mit einer Dissertation über den Theologie Peter Martyr Vermigli zum Dr. theol. promoviert. 1977 habilitierte er sich an der Universität Siegen mit einer Arbeit über die Ekklesiologie in der lutherisch-konfessionellen Dogmatik des Erlanger Kreises und lehrte als Privatdozent.
1977 erhielt er einen Ruf auf die Professur für Evangelische Theologie und ihre Didaktik und 1989 auf die Professur für Evangelische Theologie, insbesondere Theologiegeschichte und Systematische Theologie. Sturm war Dekan der sozialwissenschaftlichen Fakultät (1982–1983), Vizerektor (1983–1989) und Rektor (1989–1997) der Universität-Gesamthochschule Siegen. 2000 wurde er emeritiert. Seine Forschungsgebiete waren Theologiegeschichte und Systematische Theologie.
Er war verheiratet mit Alexandra Klose; aus der Ehe stammen drei Söhne.

## Ehrungen
- Gerd Theißen: Bibelverständnis und politische Kultur im Protestantismus, Festschrift für Klaus Sturm zum 60. Geburtstag, Universität-Gesamthochschule Siegen (1995)
- Ehrensenator der Universität Siegen (2000)

## Schriften
Autor
- Die Theologie Peter Martyr Vermiglis während seines ersten Aufenthalts in Strassburg, 1542–1547: in Reformkatholik unter den Vatern der reformierten Kirche. Ein Reformkatholik untern den Vätern der reformierten Kirche., Neukirchener Verlag 1971, ISBN 3-7887-0283-4 (Dissertationsschrift)
- Die integrierende Funktion der Ekklesiologie in der lutherisch-konfessionellen Dogmatik des Erlanger Kreises, Universität Siegen 1976 (Habilitationsschrift)

Herausgeber
- Theodor Beza: De iure magistratuum (= Texte zur Geschichte der Evangelischen Theologie, Heft 1), Neukirchener Verlag 1965